# Férfi kosárlabdatorna a 2016. évi nyári olimpiai játékokon
A 2016. évi nyári olimpiai játékokon a férfi kosárlabdatornát augusztus 6. és augusztus 21. között rendezték. A tornán 12 nemzet csapata vett részt. Az aranyérmet az amerikai csapat nyerte.

## Selejtezők
| Esemény                   | Dátum                             | Helyszín                                          | Kvóta | Kvalifikált csapatok   |
| ------------------------- | --------------------------------- | ------------------------------------------------- | ----- | ---------------------- |
| Rendező                   | 2015. augusztus 9.                |                                                   | 1     | Brazília (BRA)         |
| 2014-es világbajnokság    | 2014. augusztus 30–szeptember 14. | Spanyolország                                     | 1     | Egyesült Államok (USA) |
| 2015-ös Európa-bajnokság  | 2015. szeptember 5–25.            | Franciaország Horvátország Lettország Németország | 2     | Spanyolország (ESP)    |
| 2015-ös Európa-bajnokság  | 2015. szeptember 5–25.            | Franciaország Horvátország Lettország Németország | 2     | Litvánia (LTU)         |
| 2015-ös Ázsia-bajnokság   | 2015. szeptember 23–október 3.    | Kína                                              | 1     | Kína (CHN)             |
| 2015-ös Óceánia-bajnokság | 2015. augusztus 15–18.            | Új-Zéland Ausztrália                              | 1     | Ausztrália (AUS)       |
| 2015-ös Amerika-bajnokság | 2015. augusztus 31–szeptember 12. | Mexikó                                            | 2     | Venezuela (VEN)        |
| 2015-ös Amerika-bajnokság | 2015. augusztus 31–szeptember 12. | Mexikó                                            | 2     | Argentína (ARG)        |
| 2015-ös Afrika-bajnokság  | 2015. augusztus 19–30.            | Tunézia                                           | 1     | Nigéria (NGR)          |
| Olimpiai selejtező        | 2016. július 4–10.                | Szerbia                                           | 1     | Szerbia (SRB)          |
| Olimpiai selejtező        | 2016. július 4–10.                | Fülöp-szigetek                                    | 1     | Franciaország (FRA)    |
| Olimpiai selejtező        | 2016. július 4–10.                | Olaszország                                       | 1     | Horvátország (CRO)     |
| Összesen                  |                                   |                                                   | 12    |                        |

## Lebonyolítás
A csapatokat két darab hat csapatból álló csoportba sorsolták. A csoportmérkőzések után az első négy helyezett jut a negyeddöntőbe, ahonnan egyenes kieséses rendszerben folytatódnak a küzdelmek. Az első négy helyért játszanak helyosztó mérkőzéseket.

## Eredmények
A mérkőzések kezdési időpontjai helyi idő szerint, zárójelben magyar idő szerint olvashatók.

### Csoportkör
| Színmagyarázat                                              |
| ----------------------------------------------------------- |
| A csoportok első négy helyezettje bejutott a negyeddöntőbe. |

#### A csoport
| Hely. | Csapat           | M | Gy | V | P+  | P–  | Pk   | P  |
| ----- | ---------------- | - | -- | - | --- | --- | ---- | -- |
| 1.    | Egyesült Államok | 5 | 5  | 0 | 524 | 407 | +117 | 10 |
| 2.    | Ausztrália       | 5 | 4  | 1 | 444 | 368 | +76  | 9  |
| 3.    | Franciaország    | 5 | 3  | 2 | 423 | 378 | +45  | 8  |
| 4.    | Szerbia          | 5 | 2  | 3 | 426 | 387 | +39  | 7  |
| 5.    | Venezuela        | 5 | 1  | 4 | 315 | 444 | −129 | 6  |
| 6.    | Kína             | 5 | 0  | 5 | 318 | 466 | −148 | 5  |

| 2016. augusztus 6. 14:15 (19:15) | Ausztrália (AUS)                         | 87–66     | Franciaország   | Carioca Arena 1, Rio de Janeiro Nézőszám: 8719 Játékvezetők: Cristiano Maranho (BRA), Steve Anderson (USA), Ferdinand Pascual (PHI) |
| 2016. augusztus 6. 14:15 (19:15) | (20–14, 16–19, 25–15, 26–16) Jegyzőkönyv |           |                 | Carioca Arena 1, Rio de Janeiro Nézőszám: 8719 Játékvezetők: Cristiano Maranho (BRA), Steve Anderson (USA), Ferdinand Pascual (PHI) |
| 2016. augusztus 6. 14:15 (19:15) | Mills 21                                 | Pont      | Parker 18       | Carioca Arena 1, Rio de Janeiro Nézőszám: 8719 Játékvezetők: Cristiano Maranho (BRA), Steve Anderson (USA), Ferdinand Pascual (PHI) |
| 2016. augusztus 6. 14:15 (19:15) | Baynes 8                                 | Lepattanó | Gobert 6        | Carioca Arena 1, Rio de Janeiro Nézőszám: 8719 Játékvezetők: Cristiano Maranho (BRA), Steve Anderson (USA), Ferdinand Pascual (PHI) |
| 2016. augusztus 6. 14:15 (19:15) | Dellavedova 10                           | Gólpassz  | Diaw, Heurtel 3 | Carioca Arena 1, Rio de Janeiro Nézőszám: 8719 Játékvezetők: Cristiano Maranho (BRA), Steve Anderson (USA), Ferdinand Pascual (PHI) |

| 2016. augusztus 6. 19:00 (24:00) | Kína (CHN)                               | 62–119    | Egyesült Államok | Carioca Arena 1, Rio de Janeiro Nézőszám: 10 622 Játékvezetők: Stephen Seibel (CAN), Oļegs Latiševs (LAT), Sreten Radović (CRO) |
| 2016. augusztus 6. 19:00 (24:00) | (10–30, 20–29, 17–32, 15–28) Jegyzőkönyv |           |                  | Carioca Arena 1, Rio de Janeiro Nézőszám: 10 622 Játékvezetők: Stephen Seibel (CAN), Oļegs Latiševs (LAT), Sreten Radović (CRO) |
| 2016. augusztus 6. 19:00 (24:00) | Csien-lien (Yi Jianlian) 25              | Pont      | Durant 25        | Carioca Arena 1, Rio de Janeiro Nézőszám: 10 622 Játékvezetők: Stephen Seibel (CAN), Oļegs Latiševs (LAT), Sreten Radović (CRO) |
| 2016. augusztus 6. 19:00 (24:00) | Csao Csi-vej (Zhao Jiwei) 6              | Lepattanó | Butler 6         | Carioca Arena 1, Rio de Janeiro Nézőszám: 10 622 Játékvezetők: Stephen Seibel (CAN), Oļegs Latiševs (LAT), Sreten Radović (CRO) |
| 2016. augusztus 6. 19:00 (24:00) | Csao Csi-vej (Zhao Jiwei) 5              | Gólpassz  | Durant 6         | Carioca Arena 1, Rio de Janeiro Nézőszám: 10 622 Játékvezetők: Stephen Seibel (CAN), Oļegs Latiševs (LAT), Sreten Radović (CRO) |

| 2016. augusztus 6. 22:30 (3:30) | Venezuela (VEN)                         | 62–86     | Szerbia       | Carioca Arena 1, Rio de Janeiro Nézőszám: 5063 Játékvezetők: Christos Christodoulou (GRE), Duan Zhu (CHN), Roberto Vázquez (PUR) |
| 2016. augusztus 6. 22:30 (3:30) | (14–18, 9–26, 18–24, 21–18) Jegyzőkönyv |           |               | Carioca Arena 1, Rio de Janeiro Nézőszám: 5063 Játékvezetők: Christos Christodoulou (GRE), Duan Zhu (CHN), Roberto Vázquez (PUR) |
| 2016. augusztus 6. 22:30 (3:30) | Echenique 12                            | Pont      | Bogdanović 19 | Carioca Arena 1, Rio de Janeiro Nézőszám: 5063 Játékvezetők: Christos Christodoulou (GRE), Duan Zhu (CHN), Roberto Vázquez (PUR) |
| 2016. augusztus 6. 22:30 (3:30) | Colmenares 6                            | Lepattanó | Štimac 9      | Carioca Arena 1, Rio de Janeiro Nézőszám: 5063 Játékvezetők: Christos Christodoulou (GRE), Duan Zhu (CHN), Roberto Vázquez (PUR) |
| 2016. augusztus 6. 22:30 (3:30) | Vargas 5                                | Gólpassz  | Nedović 4     | Carioca Arena 1, Rio de Janeiro Nézőszám: 5063 Játékvezetők: Christos Christodoulou (GRE), Duan Zhu (CHN), Roberto Vázquez (PUR) |

| 2016. augusztus 8. 14:15 (19:15) | Szerbia (SRB)                            | 80–95     | Ausztrália     | Carioca Arena 1, Rio de Janeiro Nézőszám: 5409 Játékvezetők: Cristiano Maranho (BRA), Borys Ryzhyk (UKR), Guilherme Locatelli (BRA) |
| 2016. augusztus 8. 14:15 (19:15) | (23–26, 20–14, 20–22, 17–33) Jegyzőkönyv |           |                | Carioca Arena 1, Rio de Janeiro Nézőszám: 5409 Játékvezetők: Cristiano Maranho (BRA), Borys Ryzhyk (UKR), Guilherme Locatelli (BRA) |
| 2016. augusztus 8. 14:15 (19:15) | Raduljica 25                             | Pont      | Mills 26       | Carioca Arena 1, Rio de Janeiro Nézőszám: 5409 Játékvezetők: Cristiano Maranho (BRA), Borys Ryzhyk (UKR), Guilherme Locatelli (BRA) |
| 2016. augusztus 8. 14:15 (19:15) | Bogdanović 8                             | Lepattanó | Bogut 12       | Carioca Arena 1, Rio de Janeiro Nézőszám: 5409 Játékvezetők: Cristiano Maranho (BRA), Borys Ryzhyk (UKR), Guilherme Locatelli (BRA) |
| 2016. augusztus 8. 14:15 (19:15) | Marković 4                               | Gólpassz  | Dellavedova 13 | Carioca Arena 1, Rio de Janeiro Nézőszám: 5409 Játékvezetők: Cristiano Maranho (BRA), Borys Ryzhyk (UKR), Guilherme Locatelli (BRA) |

| 2016. augusztus 8. 19:00 (24:00) | Egyesült Államok (USA)                  | 113–69    | Venezuela   | Carioca Arena 1, Rio de Janeiro Nézőszám: 10 572 Játékvezetők: Eddie Viator (FRA), Damir Javor (SLO), Scott Beker (AUS) |
| 2016. augusztus 8. 19:00 (24:00) | (18–18, 30–8, 27–25, 38–18) Jegyzőkönyv |           |             | Carioca Arena 1, Rio de Janeiro Nézőszám: 10 572 Játékvezetők: Eddie Viator (FRA), Damir Javor (SLO), Scott Beker (AUS) |
| 2016. augusztus 8. 19:00 (24:00) | George 20                               | Pont      | Cox 19      | Carioca Arena 1, Rio de Janeiro Nézőszám: 10 572 Játékvezetők: Eddie Viator (FRA), Damir Javor (SLO), Scott Beker (AUS) |
| 2016. augusztus 8. 19:00 (24:00) | Jordan 9                                | Lepattanó | Echenique 7 | Carioca Arena 1, Rio de Janeiro Nézőszám: 10 572 Játékvezetők: Eddie Viator (FRA), Damir Javor (SLO), Scott Beker (AUS) |
| 2016. augusztus 8. 19:00 (24:00) | Lowry 9                                 | Gólpassz  | Vargas 5    | Carioca Arena 1, Rio de Janeiro Nézőszám: 10 572 Játékvezetők: Eddie Viator (FRA), Damir Javor (SLO), Scott Beker (AUS) |

| 2016. augusztus 8. 22:30 (3:30) | Franciaország (FRA)                     | 88–60     | Kína                     | Carioca Arena 1, Rio de Janeiro Nézőszám: 6360 Játékvezetők: Juan Carlos García (ESP), Roberto Vázquez (PUR), Piotr Pastusiak (POL) |
| 2016. augusztus 8. 22:30 (3:30) | (19–14, 23–9, 22–22, 24–15) Jegyzőkönyv |           |                          | Carioca Arena 1, Rio de Janeiro Nézőszám: 6360 Játékvezetők: Juan Carlos García (ESP), Roberto Vázquez (PUR), Piotr Pastusiak (POL) |
| 2016. augusztus 8. 22:30 (3:30) | de Colo 19                              | Pont      | Ji (Yi) 19               | Carioca Arena 1, Rio de Janeiro Nézőszám: 6360 Játékvezetők: Juan Carlos García (ESP), Roberto Vázquez (PUR), Piotr Pastusiak (POL) |
| 2016. augusztus 8. 22:30 (3:30) | Batum 10                                | Lepattanó | Ji (Yi) 6                | Carioca Arena 1, Rio de Janeiro Nézőszám: 6360 Játékvezetők: Juan Carlos García (ESP), Roberto Vázquez (PUR), Piotr Pastusiak (POL) |
| 2016. augusztus 8. 22:30 (3:30) | Parker 8                                | Gólpassz  | Ting (Ding), Kuo (Guo) 4 | Carioca Arena 1, Rio de Janeiro Nézőszám: 6360 Játékvezetők: Juan Carlos García (ESP), Roberto Vázquez (PUR), Piotr Pastusiak (POL) |

| 2016. augusztus 10. 14:15 (19:15) | Szerbia (SRB)                            | 75–76     | Franciaország | Carioca Arena 1, Rio de Janeiro Nézőszám: 6901 Játékvezetők: Borys Ryzhyk (UKR), Stephen Seibel (CAN), Oļegs Latiševs (LAT) |
| 2016. augusztus 10. 14:15 (19:15) | (17–26, 19–14, 24–17, 15–19) Jegyzőkönyv |           |               | Carioca Arena 1, Rio de Janeiro Nézőszám: 6901 Játékvezetők: Borys Ryzhyk (UKR), Stephen Seibel (CAN), Oļegs Latiševs (LAT) |
| 2016. augusztus 10. 14:15 (19:15) | Raduljica 16                             | Pont      | de Colo 22    | Carioca Arena 1, Rio de Janeiro Nézőszám: 6901 Játékvezetők: Borys Ryzhyk (UKR), Stephen Seibel (CAN), Oļegs Latiševs (LAT) |
| 2016. augusztus 10. 14:15 (19:15) | Jokić 7                                  | Lepattanó | Diaw 9        | Carioca Arena 1, Rio de Janeiro Nézőszám: 6901 Játékvezetők: Borys Ryzhyk (UKR), Stephen Seibel (CAN), Oļegs Latiševs (LAT) |
| 2016. augusztus 10. 14:15 (19:15) | Teodosić 9                               | Gólpassz  | Diaw 9        | Carioca Arena 1, Rio de Janeiro Nézőszám: 6901 Játékvezetők: Borys Ryzhyk (UKR), Stephen Seibel (CAN), Oļegs Latiševs (LAT) |

| 2016. augusztus 10. 19:00 (24:00) | Ausztrália (AUS)                         | 88–98     | Egyesült Államok   | Carioca Arena 1, Rio de Janeiro Nézőszám: 10 957 Játékvezetők: Christos Christodoulou (GRE), Juan Carlos García (ESP), Robert Lottermoser (GER) |
| 2016. augusztus 10. 19:00 (24:00) | (29–29, 25–20, 13–21, 21–28) Jegyzőkönyv |           |                    | Carioca Arena 1, Rio de Janeiro Nézőszám: 10 957 Játékvezetők: Christos Christodoulou (GRE), Juan Carlos García (ESP), Robert Lottermoser (GER) |
| 2016. augusztus 10. 19:00 (24:00) | Mills 30                                 | Pont      | Anthony 31         | Carioca Arena 1, Rio de Janeiro Nézőszám: 10 957 Játékvezetők: Christos Christodoulou (GRE), Juan Carlos García (ESP), Robert Lottermoser (GER) |
| 2016. augusztus 10. 19:00 (24:00) | Dellavedova 6                            | Lepattanó | Anthony, Cousins 8 | Carioca Arena 1, Rio de Janeiro Nézőszám: 10 957 Játékvezetők: Christos Christodoulou (GRE), Juan Carlos García (ESP), Robert Lottermoser (GER) |
| 2016. augusztus 10. 19:00 (24:00) | Dellavedova 11                           | Gólpassz  | Irving 5           | Carioca Arena 1, Rio de Janeiro Nézőszám: 10 957 Játékvezetők: Christos Christodoulou (GRE), Juan Carlos García (ESP), Robert Lottermoser (GER) |

| 2016. augusztus 10. 22:30 (3:30) | Venezuela (VEN)                          | 72–68     | Kína                   | Carioca Arena 1, Rio de Janeiro Nézőszám: 6223 Játékvezetők: Cristiano Maranho (BRA), Sreten Radović (CRO), Guilherme Locatelli (BRA) |
| 2016. augusztus 10. 22:30 (3:30) | (25–13, 13–22, 13–15, 21–18) Jegyzőkönyv |           |                        | Carioca Arena 1, Rio de Janeiro Nézőszám: 6223 Játékvezetők: Cristiano Maranho (BRA), Sreten Radović (CRO), Guilherme Locatelli (BRA) |
| 2016. augusztus 10. 22:30 (3:30) | Colmenares 16                            | Pont      | Kuo (Guo) 17           | Carioca Arena 1, Rio de Janeiro Nézőszám: 6223 Játékvezetők: Cristiano Maranho (BRA), Sreten Radović (CRO), Guilherme Locatelli (BRA) |
| 2016. augusztus 10. 22:30 (3:30) | Colmenares 5                             | Lepattanó | Ji (Yi) 10             | Carioca Arena 1, Rio de Janeiro Nézőszám: 6223 Játékvezetők: Cristiano Maranho (BRA), Sreten Radović (CRO), Guilherme Locatelli (BRA) |
| 2016. augusztus 10. 22:30 (3:30) | Vargas 5                                 | Gólpassz  | Kuo (Guo)Csou (Zhou) 3 | Carioca Arena 1, Rio de Janeiro Nézőszám: 6223 Játékvezetők: Cristiano Maranho (BRA), Sreten Radović (CRO), Guilherme Locatelli (BRA) |

| 2016. augusztus 12. 14:15 (19:15) | Kína (CHN)                 | 68–93     | Ausztrália    | Carioca Arena 1, Rio de Janeiro Nézőszám: 7704 Játékvezetők: Roberto Vázquez (PUR), Sreten Radović (CRO), Carlos Peruga (ESP) |
| 2016. augusztus 12. 14:15 (19:15) | (14–17, 20–27) Jegyzőkönyv |           |               | Carioca Arena 1, Rio de Janeiro Nézőszám: 7704 Játékvezetők: Roberto Vázquez (PUR), Sreten Radović (CRO), Carlos Peruga (ESP) |
| 2016. augusztus 12. 14:15 (19:15) | Ji (Yi) 20                 | Pont      | Bairstow 17   | Carioca Arena 1, Rio de Janeiro Nézőszám: 7704 Játékvezetők: Roberto Vázquez (PUR), Sreten Radović (CRO), Carlos Peruga (ESP) |
| 2016. augusztus 12. 14:15 (19:15) | Ji (Yi) 9                  | Lepattanó | Bairstow 9    | Carioca Arena 1, Rio de Janeiro Nézőszám: 7704 Játékvezetők: Roberto Vázquez (PUR), Sreten Radović (CRO), Carlos Peruga (ESP) |
| 2016. augusztus 12. 14:15 (19:15) | Kuo (Guo) 5                | Gólpassz  | Dellavedova 8 | Carioca Arena 1, Rio de Janeiro Nézőszám: 7704 Játékvezetők: Roberto Vázquez (PUR), Sreten Radović (CRO), Carlos Peruga (ESP) |

| 2016. augusztus 12. 19:00 (24:00) | Egyesült Államok (USA)                   | 94–91     | Szerbia    | Carioca Arena 1, Rio de Janeiro Nézőszám: 11 413 Játékvezetők: Stephen Seibel (CAN), Guilherme Locatelli (BRA), Piotr Pastusiak (POL) |
| 2016. augusztus 12. 19:00 (24:00) | (27–15, 23–26, 22–21, 22–29) Jegyzőkönyv |           |            | Carioca Arena 1, Rio de Janeiro Nézőszám: 11 413 Játékvezetők: Stephen Seibel (CAN), Guilherme Locatelli (BRA), Piotr Pastusiak (POL) |
| 2016. augusztus 12. 19:00 (24:00) | Irving 15                                | Pont      | Jokić 25   | Carioca Arena 1, Rio de Janeiro Nézőszám: 11 413 Játékvezetők: Stephen Seibel (CAN), Guilherme Locatelli (BRA), Piotr Pastusiak (POL) |
| 2016. augusztus 12. 19:00 (24:00) | George 9                                 | Lepattanó | Jokić 6    | Carioca Arena 1, Rio de Janeiro Nézőszám: 11 413 Játékvezetők: Stephen Seibel (CAN), Guilherme Locatelli (BRA), Piotr Pastusiak (POL) |
| 2016. augusztus 12. 19:00 (24:00) | Irving, Cousins 5                        | Gólpassz  | Teodosić 6 | Carioca Arena 1, Rio de Janeiro Nézőszám: 11 413 Játékvezetők: Stephen Seibel (CAN), Guilherme Locatelli (BRA), Piotr Pastusiak (POL) |

| 2016. augusztus 12. 22:30 (3:30) | Franciaország (FRA)                     | 96–56     | Venezuela    | Carioca Arena 1, Rio de Janeiro Nézőszám: 7312 Játékvezetők: Cristiano Maranho (BRA), Robert Lottermoser (GER), Ferdinand Pascual (PHI) |
| 2016. augusztus 12. 22:30 (3:30) | (23–18, 19–12, 24–17, 30–9) Jegyzőkönyv |           |              | Carioca Arena 1, Rio de Janeiro Nézőszám: 7312 Játékvezetők: Cristiano Maranho (BRA), Robert Lottermoser (GER), Ferdinand Pascual (PHI) |
| 2016. augusztus 12. 22:30 (3:30) | Lauvergne 17                            | Pont      | Echenique 12 | Carioca Arena 1, Rio de Janeiro Nézőszám: 7312 Játékvezetők: Cristiano Maranho (BRA), Robert Lottermoser (GER), Ferdinand Pascual (PHI) |
| 2016. augusztus 12. 22:30 (3:30) | Kahudi 12                               | Lepattanó | Vargas 7     | Carioca Arena 1, Rio de Janeiro Nézőszám: 7312 Játékvezetők: Cristiano Maranho (BRA), Robert Lottermoser (GER), Ferdinand Pascual (PHI) |
| 2016. augusztus 12. 22:30 (3:30) | Heurtel 8                               | Gólpassz  | Cox 4        | Carioca Arena 1, Rio de Janeiro Nézőszám: 7312 Játékvezetők: Cristiano Maranho (BRA), Robert Lottermoser (GER), Ferdinand Pascual (PHI) |

| 2016. augusztus 14. 14:15 (19:15) | Egyesült Államok (USA)                   | 100–97    | Franciaország       | Carioca Arena 1, Rio de Janeiro Nézőszám: 11 302 Játékvezetők: Borys Ryzhyk (UKR), José Reyes (MEX), Damir Javor (SLO) |
| 2016. augusztus 14. 14:15 (19:15) | (30–24, 25–22, 26–23, 19–28) Jegyzőkönyv |           |                     | Carioca Arena 1, Rio de Janeiro Nézőszám: 11 302 Játékvezetők: Borys Ryzhyk (UKR), José Reyes (MEX), Damir Javor (SLO) |
| 2016. augusztus 14. 14:15 (19:15) | Thompson 30                              | Pont      | de Colo, Heurtel 18 | Carioca Arena 1, Rio de Janeiro Nézőszám: 11 302 Játékvezetők: Borys Ryzhyk (UKR), José Reyes (MEX), Damir Javor (SLO) |
| 2016. augusztus 14. 14:15 (19:15) | Durant 6                                 | Lepattanó | Heurtel 8           | Carioca Arena 1, Rio de Janeiro Nézőszám: 11 302 Játékvezetők: Borys Ryzhyk (UKR), José Reyes (MEX), Damir Javor (SLO) |
| 2016. augusztus 14. 14:15 (19:15) | Irving 12                                | Gólpassz  | Heurtel 9           | Carioca Arena 1, Rio de Janeiro Nézőszám: 11 302 Játékvezetők: Borys Ryzhyk (UKR), José Reyes (MEX), Damir Javor (SLO) |

| 2016. augusztus 14. 19:00 (24:00) | Ausztrália (AUS)                        | 81–56     | Venezuela      | Carioca Arena 1, Rio de Janeiro Nézőszám: 9459 Játékvezetők: Stephen Seibel (CAN), Sreten Radović (CRO), Carlos Peruga (ESP) |
| 2016. augusztus 14. 19:00 (24:00) | (16–6, 16–19, 21–18, 28–13) Jegyzőkönyv |           |                | Carioca Arena 1, Rio de Janeiro Nézőszám: 9459 Játékvezetők: Stephen Seibel (CAN), Sreten Radović (CRO), Carlos Peruga (ESP) |
| 2016. augusztus 14. 19:00 (24:00) | Goulding 22                             | Pont      | Perez 12       | Carioca Arena 1, Rio de Janeiro Nézőszám: 9459 Játékvezetők: Stephen Seibel (CAN), Sreten Radović (CRO), Carlos Peruga (ESP) |
| 2016. augusztus 14. 19:00 (24:00) | Broekhoff 8                             | Lepattanó | Vargas, Ruiz 4 | Carioca Arena 1, Rio de Janeiro Nézőszám: 9459 Játékvezetők: Stephen Seibel (CAN), Sreten Radović (CRO), Carlos Peruga (ESP) |
| 2016. augusztus 14. 19:00 (24:00) | Martin 4                                | Gólpassz  | Vargas 7       | Carioca Arena 1, Rio de Janeiro Nézőszám: 9459 Játékvezetők: Stephen Seibel (CAN), Sreten Radović (CRO), Carlos Peruga (ESP) |

| 2016. augusztus 14. 22:30 (3:30) | Szerbia (SRB)                            | 94–60     | Kína          | Carioca Arena 1, Rio de Janeiro Nézőszám: 7367 Játékvezetők: Juan García (ESP), Guilherme Locatelli (BRA), Anne Panther (GER) |
| 2016. augusztus 14. 22:30 (3:30) | (24–18, 19–10, 35–15, 16–17) Jegyzőkönyv |           |               | Carioca Arena 1, Rio de Janeiro Nézőszám: 7367 Játékvezetők: Juan García (ESP), Guilherme Locatelli (BRA), Anne Panther (GER) |
| 2016. augusztus 14. 22:30 (3:30) | Bogdanović 19                            | Pont      | Ji (Yi) 20    | Carioca Arena 1, Rio de Janeiro Nézőszám: 7367 Játékvezetők: Juan García (ESP), Guilherme Locatelli (BRA), Anne Panther (GER) |
| 2016. augusztus 14. 22:30 (3:30) | Jokić 7                                  | Lepattanó | Vang (Wang) 8 | Carioca Arena 1, Rio de Janeiro Nézőszám: 7367 Játékvezetők: Juan García (ESP), Guilherme Locatelli (BRA), Anne Panther (GER) |
| 2016. augusztus 14. 22:30 (3:30) | Marković, Teodosić 5                     | Gólpassz  | Kuo (Guo) 8   | Carioca Arena 1, Rio de Janeiro Nézőszám: 7367 Játékvezetők: Juan García (ESP), Guilherme Locatelli (BRA), Anne Panther (GER) |

#### B csoport
| Hely. | Csapat        | M | Gy | V | P+  | P–  | Pk  | P |
| ----- | ------------- | - | -- | - | --- | --- | --- | - |
| 1.    | Horvátország  | 5 | 3  | 2 | 400 | 407 | −7  | 8 |
| 2.    | Spanyolország | 5 | 3  | 2 | 432 | 357 | +75 | 8 |
| 3.    | Litvánia      | 5 | 3  | 2 | 392 | 428 | −36 | 8 |
| 4.    | Argentína     | 5 | 3  | 2 | 441 | 428 | +13 | 8 |
| 5.    | Brazília      | 5 | 2  | 3 | 411 | 407 | +4  | 7 |
| 6.    | Nigéria       | 5 | 1  | 4 | 392 | 441 | −49 | 6 |

| 2016. augusztus 7. 14:15 (19:15) | Brazília (BRA)                           | 76–82     | Litvánia     | Carioca Arena 1, Rio de Janeiro Nézőszám: 7990 Játékvezetők: Eddie Viator (FRA), Steve Anderson (USA), José Reyes (MEX) |
| 2016. augusztus 7. 14:15 (19:15) | (17–27, 12–31, 23–12, 24–12) Jegyzőkönyv |           |              | Carioca Arena 1, Rio de Janeiro Nézőszám: 7990 Játékvezetők: Eddie Viator (FRA), Steve Anderson (USA), José Reyes (MEX) |
| 2016. augusztus 7. 14:15 (19:15) | Barbosa 21                               | Pont      | Kalnietis 16 | Carioca Arena 1, Rio de Janeiro Nézőszám: 7990 Játékvezetők: Eddie Viator (FRA), Steve Anderson (USA), José Reyes (MEX) |
| 2016. augusztus 7. 14:15 (19:15) | Nenê 8                                   | Lepattanó | Jankūnas 7   | Carioca Arena 1, Rio de Janeiro Nézőszám: 7990 Játékvezetők: Eddie Viator (FRA), Steve Anderson (USA), José Reyes (MEX) |
| 2016. augusztus 7. 14:15 (19:15) | Huertas 3                                | Gólpassz  | Kalnietis 8  | Carioca Arena 1, Rio de Janeiro Nézőszám: 7990 Játékvezetők: Eddie Viator (FRA), Steve Anderson (USA), José Reyes (MEX) |

| 2016. augusztus 7. 19:00 (24:00) | Horvátország (CRO)                       | 72–70     | Spanyolország | Carioca Arena 1, Rio de Janeiro Nézőszám: 8039 Játékvezetők: Stephen Seibel (CAN), Oļegs Latiševs (LAT), Robert Lottermoser (GER) |
| 2016. augusztus 7. 19:00 (24:00) | (13–21, 19–17, 15–16, 25–16) Jegyzőkönyv |           |               | Carioca Arena 1, Rio de Janeiro Nézőszám: 8039 Játékvezetők: Stephen Seibel (CAN), Oļegs Latiševs (LAT), Robert Lottermoser (GER) |
| 2016. augusztus 7. 19:00 (24:00) | Bogdanović 23                            | Pont      | Gasol 26      | Carioca Arena 1, Rio de Janeiro Nézőszám: 8039 Játékvezetők: Stephen Seibel (CAN), Oļegs Latiševs (LAT), Robert Lottermoser (GER) |
| 2016. augusztus 7. 19:00 (24:00) | három játékos 7                          | Lepattanó | Gasol 9       | Carioca Arena 1, Rio de Janeiro Nézőszám: 8039 Játékvezetők: Stephen Seibel (CAN), Oļegs Latiševs (LAT), Robert Lottermoser (GER) |
| 2016. augusztus 7. 19:00 (24:00) | Šarić 5                                  | Gólpassz  | Rodríguez 7   | Carioca Arena 1, Rio de Janeiro Nézőszám: 8039 Játékvezetők: Stephen Seibel (CAN), Oļegs Latiševs (LAT), Robert Lottermoser (GER) |

| 2016. augusztus 7. 22:30 (3:30) | Nigéria (NGR)                            | 66–94     | Argentína            | Carioca Arena 1, Rio de Janeiro Nézőszám: 8425 Játékvezetők: Ilija Belošević (SRB), Damir Javor (SLO), Borys Ryzhyk (UKR) |
| 2016. augusztus 7. 22:30 (3:30) | (15–22, 16–28, 19–22, 16–22) Jegyzőkönyv |           |                      | Carioca Arena 1, Rio de Janeiro Nézőszám: 8425 Játékvezetők: Ilija Belošević (SRB), Damir Javor (SLO), Borys Ryzhyk (UKR) |
| 2016. augusztus 7. 22:30 (3:30) | Diogu 15                                 | Pont      | Campazzo 19          | Carioca Arena 1, Rio de Janeiro Nézőszám: 8425 Játékvezetők: Ilija Belošević (SRB), Damir Javor (SLO), Borys Ryzhyk (UKR) |
| 2016. augusztus 7. 22:30 (3:30) | Diogu 13                                 | Lepattanó | Scola 9              | Carioca Arena 1, Rio de Janeiro Nézőszám: 8425 Játékvezetők: Ilija Belošević (SRB), Damir Javor (SLO), Borys Ryzhyk (UKR) |
| 2016. augusztus 7. 22:30 (3:30) | Gbinije, Umeh 3                          | Gólpassz  | Campazzo, Ginóbili 5 | Carioca Arena 1, Rio de Janeiro Nézőszám: 8425 Játékvezetők: Ilija Belošević (SRB), Damir Javor (SLO), Borys Ryzhyk (UKR) |

| 2016. augusztus 9. 14:15 (19:15) | Spanyolország (ESP)                      | 65–66     | Brazília   | Carioca Arena 1, Rio de Janeiro Nézőszám: 10761 Játékvezetők: Ilija Belošević (SRB), Roberto Vázquez (PUR), Damir Javor (SLO) |
| 2016. augusztus 9. 14:15 (19:15) | (13–18, 18–16, 14–19, 20–13) Jegyzőkönyv |           |            | Carioca Arena 1, Rio de Janeiro Nézőszám: 10761 Játékvezetők: Ilija Belošević (SRB), Roberto Vázquez (PUR), Damir Javor (SLO) |
| 2016. augusztus 9. 14:15 (19:15) | Gasol 13                                 | Pont      | Huertas 11 | Carioca Arena 1, Rio de Janeiro Nézőszám: 10761 Játékvezetők: Ilija Belošević (SRB), Roberto Vázquez (PUR), Damir Javor (SLO) |
| 2016. augusztus 9. 14:15 (19:15) | Gasol 10                                 | Lepattanó | Lima 10    | Carioca Arena 1, Rio de Janeiro Nézőszám: 10761 Játékvezetők: Ilija Belošević (SRB), Roberto Vázquez (PUR), Damir Javor (SLO) |
| 2016. augusztus 9. 14:15 (19:15) | Rodríguez 5                              | Gólpassz  | Huertas 7  | Carioca Arena 1, Rio de Janeiro Nézőszám: 10761 Játékvezetők: Ilija Belošević (SRB), Roberto Vázquez (PUR), Damir Javor (SLO) |

| 2016. augusztus 9. 19:00 (24:00) | Litvánia (LTU)                           | 89–80     | Nigéria  | Carioca Arena 1, Rio de Janeiro Nézőszám: 5785 Játékvezetők: Stephen Seibel (CAN), Robert Lottermoser (GER), Anne Panther (GER) |
| 2016. augusztus 9. 19:00 (24:00) | (13–16, 23–25, 29–13, 24–26) Jegyzőkönyv |           |          | Carioca Arena 1, Rio de Janeiro Nézőszám: 5785 Játékvezetők: Stephen Seibel (CAN), Robert Lottermoser (GER), Anne Panther (GER) |
| 2016. augusztus 9. 19:00 (24:00) | Mačiulis 21                              | Pont      | Diogu 19 | Carioca Arena 1, Rio de Janeiro Nézőszám: 5785 Játékvezetők: Stephen Seibel (CAN), Robert Lottermoser (GER), Anne Panther (GER) |
| 2016. augusztus 9. 19:00 (24:00) | Sabonis 7                                | Lepattanó | Diogu 7  | Carioca Arena 1, Rio de Janeiro Nézőszám: 5785 Játékvezetők: Stephen Seibel (CAN), Robert Lottermoser (GER), Anne Panther (GER) |
| 2016. augusztus 9. 19:00 (24:00) | Kalnietis 12                             | Gólpassz  | Ere 4    | Carioca Arena 1, Rio de Janeiro Nézőszám: 5785 Játékvezetők: Stephen Seibel (CAN), Robert Lottermoser (GER), Anne Panther (GER) |

| 2016. augusztus 9. 22:30 (3:30) | Argentína (ARG)                          | 90–82     | Horvátország | Carioca Arena 1, Rio de Janeiro Nézőszám: 8514 Játékvezetők: Christos Christodoulou (GRE), Steve Anderson (USA), José Reyes (MEX) |
| 2016. augusztus 9. 22:30 (3:30) | (22–22, 24–18, 27–14, 17–28) Jegyzőkönyv |           |              | Carioca Arena 1, Rio de Janeiro Nézőszám: 8514 Játékvezetők: Christos Christodoulou (GRE), Steve Anderson (USA), José Reyes (MEX) |
| 2016. augusztus 9. 22:30 (3:30) | Scola 23                                 | Pont      | Šarić 19     | Carioca Arena 1, Rio de Janeiro Nézőszám: 8514 Játékvezetők: Christos Christodoulou (GRE), Steve Anderson (USA), José Reyes (MEX) |
| 2016. augusztus 9. 22:30 (3:30) | Scola 9                                  | Lepattanó | Šarić 10     | Carioca Arena 1, Rio de Janeiro Nézőszám: 8514 Játékvezetők: Christos Christodoulou (GRE), Steve Anderson (USA), José Reyes (MEX) |
| 2016. augusztus 9. 22:30 (3:30) | Campazzo 8                               | Gólpassz  | Šarić 7      | Carioca Arena 1, Rio de Janeiro Nézőszám: 8514 Játékvezetők: Christos Christodoulou (GRE), Steve Anderson (USA), José Reyes (MEX) |

| 2016. augusztus 11. 14:15 (19:15) | Brazília (BRA)                           | 76–80     | Horvátország  | Carioca Arena 1, Rio de Janeiro Nézőszám: 10 756 Játékvezetők: Borys Ryzhyk (UKR), Roberto Vázquez (PUR), Oļegs Latiševs (LAT) |
| 2016. augusztus 11. 14:15 (19:15) | (17–19, 14–22, 19–18, 26–21) Jegyzőkönyv |           |               | Carioca Arena 1, Rio de Janeiro Nézőszám: 10 756 Játékvezetők: Borys Ryzhyk (UKR), Roberto Vázquez (PUR), Oļegs Latiševs (LAT) |
| 2016. augusztus 11. 14:15 (19:15) | Barbosa 16                               | Pont      | Bogdanović 33 | Carioca Arena 1, Rio de Janeiro Nézőszám: 10 756 Játékvezetők: Borys Ryzhyk (UKR), Roberto Vázquez (PUR), Oļegs Latiševs (LAT) |
| 2016. augusztus 11. 14:15 (19:15) | Lima 6                                   | Lepattanó | Šarić 7       | Carioca Arena 1, Rio de Janeiro Nézőszám: 10 756 Játékvezetők: Borys Ryzhyk (UKR), Roberto Vázquez (PUR), Oļegs Latiševs (LAT) |
| 2016. augusztus 11. 14:15 (19:15) | Huertas 9                                | Gólpassz  | Ukić 4        | Carioca Arena 1, Rio de Janeiro Nézőszám: 10 756 Játékvezetők: Borys Ryzhyk (UKR), Roberto Vázquez (PUR), Oļegs Latiševs (LAT) |

| 2016. augusztus 11. 19:00 (24:00) | Nigéria (NGR)                            | 87–96     | Spanyolország | Carioca Arena 1, Rio de Janeiro Nézőszám: 6999 Játékvezetők: Steve Anderson (USA), José Reyes (MEX), Duan Zhu (CHN) |
| 2016. augusztus 11. 19:00 (24:00) | (11–25, 30–18, 25–22, 21–31) Jegyzőkönyv |           |               | Carioca Arena 1, Rio de Janeiro Nézőszám: 6999 Játékvezetők: Steve Anderson (USA), José Reyes (MEX), Duan Zhu (CHN) |
| 2016. augusztus 11. 19:00 (24:00) | Oguchi 24                                | Pont      | Gasol 16      | Carioca Arena 1, Rio de Janeiro Nézőszám: 6999 Játékvezetők: Steve Anderson (USA), José Reyes (MEX), Duan Zhu (CHN) |
| 2016. augusztus 11. 19:00 (24:00) | Diogu 7                                  | Lepattanó | Reyes 9       | Carioca Arena 1, Rio de Janeiro Nézőszám: 6999 Játékvezetők: Steve Anderson (USA), José Reyes (MEX), Duan Zhu (CHN) |
| 2016. augusztus 11. 19:00 (24:00) | Uzoh 7                                   | Gólpassz  | Llull 5       | Carioca Arena 1, Rio de Janeiro Nézőszám: 6999 Játékvezetők: Steve Anderson (USA), José Reyes (MEX), Duan Zhu (CHN) |

| 2016. augusztus 11. 22:30 (3:30) | Litvánia (LTU)                           | 81–73     | Argentína        | Carioca Arena 1, Rio de Janeiro Nézőszám: 11 093 Játékvezetők: Ilija Belošević (SRB), Damir Javor (SLO), Eddie Viator (FRA) |
| 2016. augusztus 11. 22:30 (3:30) | (16–15, 14–12, 27–22, 24–24) Jegyzőkönyv |           |                  | Carioca Arena 1, Rio de Janeiro Nézőszám: 11 093 Játékvezetők: Ilija Belošević (SRB), Damir Javor (SLO), Eddie Viator (FRA) |
| 2016. augusztus 11. 22:30 (3:30) | Kuzminskas 23                            | Pont      | Ginóbili 22      | Carioca Arena 1, Rio de Janeiro Nézőszám: 11 093 Játékvezetők: Ilija Belošević (SRB), Damir Javor (SLO), Eddie Viator (FRA) |
| 2016. augusztus 11. 22:30 (3:30) | Valančiūnas 10                           | Lepattanó | Nocioni, Scola 7 | Carioca Arena 1, Rio de Janeiro Nézőszám: 11 093 Játékvezetők: Ilija Belošević (SRB), Damir Javor (SLO), Eddie Viator (FRA) |
| 2016. augusztus 11. 22:30 (3:30) | Kalnietis 7                              | Gólpassz  | Scola 4          | Carioca Arena 1, Rio de Janeiro Nézőszám: 11 093 Játékvezetők: Ilija Belošević (SRB), Damir Javor (SLO), Eddie Viator (FRA) |

| 2016. augusztus 13. 14:15 (19:15) | Argentína (ARG)                                             | 111–107   | Brazília | Carioca Arena 1, Rio de Janeiro Nézőszám: 11 701 Játékvezetők: Christos Christodoulou (GRE), Stephen Seibel (CAN), José Reyes (MEX) |
| 2016. augusztus 13. 14:15 (19:15) | (28–19, 16–33, 23–20, 18–13, OT = 10–10, 16–12) Jegyzőkönyv |           |          | Carioca Arena 1, Rio de Janeiro Nézőszám: 11 701 Játékvezetők: Christos Christodoulou (GRE), Stephen Seibel (CAN), José Reyes (MEX) |
| 2016. augusztus 13. 14:15 (19:15) | Nocioni 37                                                  | Pont      | Nenê 24  | Carioca Arena 1, Rio de Janeiro Nézőszám: 11 701 Játékvezetők: Christos Christodoulou (GRE), Stephen Seibel (CAN), José Reyes (MEX) |
| 2016. augusztus 13. 14:15 (19:15) | Nocioni 11                                                  | Lepattanó | Nenê 10  | Carioca Arena 1, Rio de Janeiro Nézőszám: 11 701 Játékvezetők: Christos Christodoulou (GRE), Stephen Seibel (CAN), José Reyes (MEX) |
| 2016. augusztus 13. 14:15 (19:15) | Campazzo 11                                                 | Gólpassz  | Neto 4   | Carioca Arena 1, Rio de Janeiro Nézőszám: 11 701 Játékvezetők: Christos Christodoulou (GRE), Stephen Seibel (CAN), José Reyes (MEX) |

| 2016. augusztus 13. 19:00 (24:00) | Spanyolország (ESP)                      | 109–59    | Litvánia       | Carioca Arena 1, Rio de Janeiro Nézőszám: 11 045 Játékvezetők: Ilija Belošević (SRB), Roberto Vázquez (PUR), Oļegs Latiševs (LAT) |
| 2016. augusztus 13. 19:00 (24:00) | (26–11, 22–18, 36–16, 25–14) Jegyzőkönyv |           |                | Carioca Arena 1, Rio de Janeiro Nézőszám: 11 045 Játékvezetők: Ilija Belošević (SRB), Roberto Vázquez (PUR), Oļegs Latiševs (LAT) |
| 2016. augusztus 13. 19:00 (24:00) | Gasol 23                                 | Pont      | Kuzminskas 17  | Carioca Arena 1, Rio de Janeiro Nézőszám: 11 045 Játékvezetők: Ilija Belošević (SRB), Roberto Vázquez (PUR), Oļegs Latiševs (LAT) |
| 2016. augusztus 13. 19:00 (24:00) | Reyes 9                                  | Lepattanó | Valančiūnas 10 | Carioca Arena 1, Rio de Janeiro Nézőszám: 11 045 Játékvezetők: Ilija Belošević (SRB), Roberto Vázquez (PUR), Oļegs Latiševs (LAT) |
| 2016. augusztus 13. 19:00 (24:00) | Llull 6                                  | Gólpassz  | Mačiulis 2     | Carioca Arena 1, Rio de Janeiro Nézőszám: 11 045 Játékvezetők: Ilija Belošević (SRB), Roberto Vázquez (PUR), Oļegs Latiševs (LAT) |

| 2016. augusztus 13. 22:30 (3:30) | Horvátország (CRO)                       | 76–90     | Nigéria  | Carioca Arena 1, Rio de Janeiro Nézőszám: 8720 Játékvezetők: Steve Anderson (USA), Damir Javor (SLO), Scott Beker (AUS) |
| 2016. augusztus 13. 22:30 (3:30) | (28–21, 11–22, 17–27, 20–20) Jegyzőkönyv |           |          | Carioca Arena 1, Rio de Janeiro Nézőszám: 8720 Játékvezetők: Steve Anderson (USA), Damir Javor (SLO), Scott Beker (AUS) |
| 2016. augusztus 13. 22:30 (3:30) | Bogdanović 28                            | Pont      | Umeh 19  | Carioca Arena 1, Rio de Janeiro Nézőszám: 8720 Játékvezetők: Steve Anderson (USA), Damir Javor (SLO), Scott Beker (AUS) |
| 2016. augusztus 13. 22:30 (3:30) | Simon 6                                  | Lepattanó | Diogu 12 | Carioca Arena 1, Rio de Janeiro Nézőszám: 8720 Játékvezetők: Steve Anderson (USA), Damir Javor (SLO), Scott Beker (AUS) |
| 2016. augusztus 13. 22:30 (3:30) | Ukić 4                                   | Gólpassz  | Ere 6    | Carioca Arena 1, Rio de Janeiro Nézőszám: 8720 Játékvezetők: Steve Anderson (USA), Damir Javor (SLO), Scott Beker (AUS) |

| 2016. augusztus 15. 14:15 (19:15) | Nigéria (NGR)                            | 69–86     | Brazília   | Carioca Arena 1, Rio de Janeiro Nézőszám: 11 173 Játékvezetők: Ilija Belošević (SRB), Ferdinand Pascual (PHI), Robert Lottermoser (GER) |
| 2016. augusztus 15. 14:15 (19:15) | (16–15, 15–27, 21–17, 17–27) Jegyzőkönyv |           |            | Carioca Arena 1, Rio de Janeiro Nézőszám: 11 173 Játékvezetők: Ilija Belošević (SRB), Ferdinand Pascual (PHI), Robert Lottermoser (GER) |
| 2016. augusztus 15. 14:15 (19:15) | Akognon 16                               | Pont      | Nenê 19    | Carioca Arena 1, Rio de Janeiro Nézőszám: 11 173 Játékvezetők: Ilija Belošević (SRB), Ferdinand Pascual (PHI), Robert Lottermoser (GER) |
| 2016. augusztus 15. 14:15 (19:15) | Aminu 7                                  | Lepattanó | Nenê 7     | Carioca Arena 1, Rio de Janeiro Nézőszám: 11 173 Játékvezetők: Ilija Belošević (SRB), Ferdinand Pascual (PHI), Robert Lottermoser (GER) |
| 2016. augusztus 15. 14:15 (19:15) | négy játékos 2                           | Gólpassz  | Huertas 11 | Carioca Arena 1, Rio de Janeiro Nézőszám: 11 173 Játékvezetők: Ilija Belošević (SRB), Ferdinand Pascual (PHI), Robert Lottermoser (GER) |

| 2016. augusztus 15. 19:00 (24:00) | Spanyolország (ESP)                      | 92–73     | Argentína       | Carioca Arena 1, Rio de Janeiro Nézőszám: 10 949 Játékvezetők: Christos Christodoulou (GRE), Stephen Seibel (CAN), Roberto Vázquez (PUR) |
| 2016. augusztus 15. 19:00 (24:00) | (25–15, 23–20, 23–22, 21–16) Jegyzőkönyv |           |                 | Carioca Arena 1, Rio de Janeiro Nézőszám: 10 949 Játékvezetők: Christos Christodoulou (GRE), Stephen Seibel (CAN), Roberto Vázquez (PUR) |
| 2016. augusztus 15. 19:00 (24:00) | Fernández 23                             | Pont      | Laprovíttola 21 | Carioca Arena 1, Rio de Janeiro Nézőszám: 10 949 Játékvezetők: Christos Christodoulou (GRE), Stephen Seibel (CAN), Roberto Vázquez (PUR) |
| 2016. augusztus 15. 19:00 (24:00) | Gasol 13                                 | Lepattanó | három játékos 5 | Carioca Arena 1, Rio de Janeiro Nézőszám: 10 949 Játékvezetők: Christos Christodoulou (GRE), Stephen Seibel (CAN), Roberto Vázquez (PUR) |
| 2016. augusztus 15. 19:00 (24:00) | Llull, Rodríguez 5                       | Gólpassz  | Laprovíttola 4  | Carioca Arena 1, Rio de Janeiro Nézőszám: 10 949 Játékvezetők: Christos Christodoulou (GRE), Stephen Seibel (CAN), Roberto Vázquez (PUR) |

| 2016. augusztus 15. 22:30 (3:30) | Litvánia (LTU)                           | 81–90     | Horvátország  | Carioca Arena 1, Rio de Janeiro Nézőszám: 7809 Játékvezetők: Borys Ryzhyk (UKR), Steven Anderson (USA), Piotr Pastusiak (POL) |
| 2016. augusztus 15. 22:30 (3:30) | (21–13, 20–34, 14–28, 26–15) Jegyzőkönyv |           |               | Carioca Arena 1, Rio de Janeiro Nézőszám: 7809 Játékvezetők: Borys Ryzhyk (UKR), Steven Anderson (USA), Piotr Pastusiak (POL) |
| 2016. augusztus 15. 22:30 (3:30) | Kalnietis 26                             | Pont      | Bogdanović 22 | Carioca Arena 1, Rio de Janeiro Nézőszám: 7809 Játékvezetők: Borys Ryzhyk (UKR), Steven Anderson (USA), Piotr Pastusiak (POL) |
| 2016. augusztus 15. 22:30 (3:30) | Valančiūnas 6                            | Lepattanó | Simon 10      | Carioca Arena 1, Rio de Janeiro Nézőszám: 7809 Játékvezetők: Borys Ryzhyk (UKR), Steven Anderson (USA), Piotr Pastusiak (POL) |
| 2016. augusztus 15. 22:30 (3:30) | Kalnietis 11                             | Gólpassz  | Simon 6       | Carioca Arena 1, Rio de Janeiro Nézőszám: 7809 Játékvezetők: Borys Ryzhyk (UKR), Steven Anderson (USA), Piotr Pastusiak (POL) |

### Egyenes kieséses szakasz
|  |               |                  |                  |                  |    |               |               |               |               |               |               |       |       |
|  | Negyeddöntők  | Negyeddöntők     | Negyeddöntők     |                  |    | Elődöntők     | Elődöntők     | Elődöntők     |               |               | Döntő         | Döntő | Döntő |
|  | Negyeddöntők  | Negyeddöntők     | Negyeddöntők     |                  |    | Elődöntők     | Elődöntők     | Elődöntők     |               |               | Döntő         | Döntő | Döntő |
|  | augusztus 17. |                  |                  |                  |    |               |               |               |               |               |               |       |       |
|  |               |                  |                  |                  |    |               |               |               |               |               |               |       |       |
|  | A2            | Ausztrália       | 90               |                  |    |               |               |               |               |               |               |       |       |
|  | A2            | Ausztrália       | 90               | augusztus 19.    |    |               |               |               |               |               |               |       |       |
|  | B3            | Litvánia         | 64               |                  |    |               |               |               |               |               |               |       |       |
|  | B3            | Litvánia         | 64               |                  |    | Ausztrália    | Ausztrália    | 61            |               |               |               |       |       |
|  | augusztus 17. |                  |                  |                  |    | Ausztrália    | Ausztrália    | 61            |               |               |               |       |       |
|  |               |                  | Szerbia          | Szerbia          | 87 |               |               |               |               |               |               |       |       |
|  | B1            | Horvátország     | Szerbia          | Szerbia          | 87 | 83            |               |               |               |               |               |       |       |
|  | B1            | Horvátország     |                  |                  |    | 83            | augusztus 21. |               |               |               |               |       |       |
|  | A4            | Szerbia          | 86               |                  |    |               |               |               |               |               |               |       |       |
|  | A4            | Szerbia          | 86               |                  |    | Szerbia       | Szerbia       | 66            |               |               |               |       |       |
|  | augusztus 17. |                  |                  |                  |    | Szerbia       | Szerbia       | 66            |               |               |               |       |       |
|  |               |                  | Egyesült Államok | Egyesült Államok | 96 |               |               |               |               |               |               |       |       |
|  | B2            | Spanyolország    | Egyesült Államok | Egyesült Államok | 96 | 92            |               |               |               |               |               |       |       |
|  | B2            | Spanyolország    | augusztus 19.    |                  |    | 92            |               |               |               |               |               |       |       |
|  | A3            | Franciaország    | 67               |                  |    |               |               |               |               |               |               |       |       |
|  | A3            | Franciaország    | 67               |                  |    | Spanyolország | Spanyolország | 76            | Bronzmérkőzés | Bronzmérkőzés | Bronzmérkőzés |       |       |
|  | augusztus 17. |                  |                  |                  |    | Spanyolország | Spanyolország | 76            | Bronzmérkőzés | Bronzmérkőzés | Bronzmérkőzés |       |       |
|  |               |                  | Egyesült Államok | Egyesült Államok | 82 |               |               | augusztus 21. | augusztus 21. | augusztus 21. |               |       |       |
|  | A1            | Egyesült Államok | Egyesült Államok | Egyesült Államok | 82 | 105           |               | augusztus 21. | augusztus 21. | augusztus 21. |               |       |       |
|  | A1            | Egyesült Államok |                  |                  |    |               |               | Ausztrália    | Ausztrália    | 88            |               |       |       |
|  | B4            | Argentína        | 78               |                  |    |               |               | Ausztrália    | Ausztrália    | 88            |               |       |       |
|  | B4            | Argentína        | 78               |                  |    | Spanyolország | Spanyolország | 89            |               |               |               |       |       |
|  |               |                  |                  |                  |    | Spanyolország | Spanyolország | 89            |               |               |               |       |       |

#### Negyeddöntők
| 2016. augusztus 17. 11:00 (16:00) | Ausztrália (AUS)                         | 90–64     | Litvánia                   | Carioca Arena 1, Rio de Janeiro Nézőszám: 9348 Játékvezetők: Steven Anderson (USA), Stephen Seibel (CAN), Piotr Pastusiak (POL) |
| 2016. augusztus 17. 11:00 (16:00) | (26–17, 22–13, 22–13, 20–21) Jegyzőkönyv |           |                            | Carioca Arena 1, Rio de Janeiro Nézőszám: 9348 Játékvezetők: Steven Anderson (USA), Stephen Seibel (CAN), Piotr Pastusiak (POL) |
| 2016. augusztus 17. 11:00 (16:00) | Mills 24                                 | Pont      | Kalnietis, Kavaliauskas 12 | Carioca Arena 1, Rio de Janeiro Nézőszám: 9348 Játékvezetők: Steven Anderson (USA), Stephen Seibel (CAN), Piotr Pastusiak (POL) |
| 2016. augusztus 17. 11:00 (16:00) | Bogut 7                                  | Lepattanó | Valančiūnas 8              | Carioca Arena 1, Rio de Janeiro Nézőszám: 9348 Játékvezetők: Steven Anderson (USA), Stephen Seibel (CAN), Piotr Pastusiak (POL) |
| 2016. augusztus 17. 11:00 (16:00) | Bogut 6                                  | Gólpassz  | Kalnietis 5                | Carioca Arena 1, Rio de Janeiro Nézőszám: 9348 Játékvezetők: Steven Anderson (USA), Stephen Seibel (CAN), Piotr Pastusiak (POL) |

| 2016. augusztus 17. 14:30 (19:30) | Spanyolország (ESP)                      | 92–67     | Franciaország | Carioca Arena 1, Rio de Janeiro Nézőszám: 9725 Játékvezetők: José Reese (MEX), Damir Javor (SLO), Oļegs Latiševs (LAT) |
| 2016. augusztus 17. 14:30 (19:30) | (19–16, 24–14, 26–19, 23–18) Jegyzőkönyv |           |               | Carioca Arena 1, Rio de Janeiro Nézőszám: 9725 Játékvezetők: José Reese (MEX), Damir Javor (SLO), Oļegs Latiševs (LAT) |
| 2016. augusztus 17. 14:30 (19:30) | Mirotić 23                               | Pont      | Parker 14     | Carioca Arena 1, Rio de Janeiro Nézőszám: 9725 Játékvezetők: José Reese (MEX), Damir Javor (SLO), Oļegs Latiševs (LAT) |
| 2016. augusztus 17. 14:30 (19:30) | Gasol 8                                  | Lepattanó | Gobert 12     | Carioca Arena 1, Rio de Janeiro Nézőszám: 9725 Játékvezetők: José Reese (MEX), Damir Javor (SLO), Oļegs Latiševs (LAT) |
| 2016. augusztus 17. 14:30 (19:30) | Navarro 5                                | Gólpassz  | Diaw 5        | Carioca Arena 1, Rio de Janeiro Nézőszám: 9725 Játékvezetők: José Reese (MEX), Damir Javor (SLO), Oļegs Latiševs (LAT) |

| 2016. augusztus 17. 18:45 (23:45) | Egyesült Államok (USA)                   | 105–78    | Argentína  | Carioca Arena 1, Rio de Janeiro Játékvezetők: Ilija Belošević (SRB), Guilherme Locatelli (BRA), Robert Lottermoser (GER) |
| 2016. augusztus 17. 18:45 (23:45) | (25–21, 31–19, 31–21, 18–17) Jegyzőkönyv |           |            | Carioca Arena 1, Rio de Janeiro Játékvezetők: Ilija Belošević (SRB), Guilherme Locatelli (BRA), Robert Lottermoser (GER) |
| 2016. augusztus 17. 18:45 (23:45) | Durant 27                                | Pont      | Scola 15   | Carioca Arena 1, Rio de Janeiro Játékvezetők: Ilija Belošević (SRB), Guilherme Locatelli (BRA), Robert Lottermoser (GER) |
| 2016. augusztus 17. 18:45 (23:45) | George 8                                 | Lepattanó | Scola 10   | Carioca Arena 1, Rio de Janeiro Játékvezetők: Ilija Belošević (SRB), Guilherme Locatelli (BRA), Robert Lottermoser (GER) |
| 2016. augusztus 17. 18:45 (23:45) | Durant 6                                 | Gólpassz  | Campazzo 9 | Carioca Arena 1, Rio de Janeiro Játékvezetők: Ilija Belošević (SRB), Guilherme Locatelli (BRA), Robert Lottermoser (GER) |

| 2016. augusztus 17. 22:15 (3:15) | Horvátország (CRO)                       | 83–86     | Szerbia         | Carioca Arena 1, Rio de Janeiro Nézőszám: 9027 Játékvezetők: Juan García (ESP), Borys Ryzhyk (UKR), Roberto Vázquez (PUR) |
| 2016. augusztus 17. 22:15 (3:15) | (19–20, 19–12, 14–34, 31–20) Jegyzőkönyv |           |                 | Carioca Arena 1, Rio de Janeiro Nézőszám: 9027 Játékvezetők: Juan García (ESP), Borys Ryzhyk (UKR), Roberto Vázquez (PUR) |
| 2016. augusztus 17. 22:15 (3:15) | Bogdanović 28                            | Pont      | Bogdanović 18   | Carioca Arena 1, Rio de Janeiro Nézőszám: 9027 Játékvezetők: Juan García (ESP), Borys Ryzhyk (UKR), Roberto Vázquez (PUR) |
| 2016. augusztus 17. 22:15 (3:15) | Planinić 9                               | Lepattanó | három játékos 4 | Carioca Arena 1, Rio de Janeiro Nézőszám: 9027 Játékvezetők: Juan García (ESP), Borys Ryzhyk (UKR), Roberto Vázquez (PUR) |
| 2016. augusztus 17. 22:15 (3:15) | Simon 5                                  | Gólpassz  | Teodosić 10     | Carioca Arena 1, Rio de Janeiro Nézőszám: 9027 Játékvezetők: Juan García (ESP), Borys Ryzhyk (UKR), Roberto Vázquez (PUR) |

#### Elődöntők
| 2016. augusztus 19. 15:30 (20:30) | Spanyolország (ESP)                      | 76–82     | Egyesült Államok  | Carioca Arena 1, Rio de Janeiro Nézőszám: 10 455 Játékvezetők: Christos Christodoulou (GRE), José Reyes (MEX), Guilherme Locatelli (BRA) |
| 2016. augusztus 19. 15:30 (20:30) | (17–26, 22–19, 18–21, 19–16) Jegyzőkönyv |           |                   | Carioca Arena 1, Rio de Janeiro Nézőszám: 10 455 Játékvezetők: Christos Christodoulou (GRE), José Reyes (MEX), Guilherme Locatelli (BRA) |
| 2016. augusztus 19. 15:30 (20:30) | Gasol 23                                 | Pont      | Thompson 22       | Carioca Arena 1, Rio de Janeiro Nézőszám: 10 455 Játékvezetők: Christos Christodoulou (GRE), José Reyes (MEX), Guilherme Locatelli (BRA) |
| 2016. augusztus 19. 15:30 (20:30) | Gasol 8                                  | Lepattanó | Jordan 16         | Carioca Arena 1, Rio de Janeiro Nézőszám: 10 455 Játékvezetők: Christos Christodoulou (GRE), José Reyes (MEX), Guilherme Locatelli (BRA) |
| 2016. augusztus 19. 15:30 (20:30) | Rodríguez 5                              | Gólpassz  | Lowry, Thompson 3 | Carioca Arena 1, Rio de Janeiro Nézőszám: 10 455 Játékvezetők: Christos Christodoulou (GRE), José Reyes (MEX), Guilherme Locatelli (BRA) |

| 2016. augusztus 19. 19:00 (0:00) | Ausztrália (AUS)                       | 61–87     | Szerbia     | Carioca Arena 1, Rio de Janeiro Játékvezetők: Stephen Seibel (CAN), Robert Lottermoser (GER), Oļegs Latiševs (LAT) |
| 2016. augusztus 19. 19:00 (0:00) | (5–16, 9–19, 24–31, 23–21) Jegyzőkönyv |           |             | Carioca Arena 1, Rio de Janeiro Játékvezetők: Stephen Seibel (CAN), Robert Lottermoser (GER), Oļegs Latiševs (LAT) |
| 2016. augusztus 19. 19:00 (0:00) | Mills 13                               | Pont      | Teodosić 22 | Carioca Arena 1, Rio de Janeiro Játékvezetők: Stephen Seibel (CAN), Robert Lottermoser (GER), Oļegs Latiševs (LAT) |
| 2016. augusztus 19. 19:00 (0:00) | Baynes 8                               | Lepattanó | Jokić 11    | Carioca Arena 1, Rio de Janeiro Játékvezetők: Stephen Seibel (CAN), Robert Lottermoser (GER), Oļegs Latiševs (LAT) |
| 2016. augusztus 19. 19:00 (0:00) | Broekhoff 4                            | Gólpassz  | Teodosić 5  | Carioca Arena 1, Rio de Janeiro Játékvezetők: Stephen Seibel (CAN), Robert Lottermoser (GER), Oļegs Latiševs (LAT) |

#### Bronzmérkőzés
| 2016. augusztus 21. 11:30 (16:30) | Ausztrália (AUS)                         | 88–89     | Spanyolország | Carioca Arena 1, Rio de Janeiro Nézőszám: 9449 Játékvezetők: Ilija Belošević (SRB), Steven Anderson (USA), Roberto Vázquez (PUR) |
| 2016. augusztus 21. 11:30 (16:30) | (17–23, 21–17, 26–27, 24–22) Jegyzőkönyv |           |               | Carioca Arena 1, Rio de Janeiro Nézőszám: 9449 Játékvezetők: Ilija Belošević (SRB), Steven Anderson (USA), Roberto Vázquez (PUR) |
| 2016. augusztus 21. 11:30 (16:30) | Mills 30                                 | Pont      | Gasol 31      | Carioca Arena 1, Rio de Janeiro Nézőszám: 9449 Játékvezetők: Ilija Belošević (SRB), Steven Anderson (USA), Roberto Vázquez (PUR) |
| 2016. augusztus 21. 11:30 (16:30) | Lisch, Motum 6                           | Lepattanó | Gasol 11      | Carioca Arena 1, Rio de Janeiro Nézőszám: 9449 Játékvezetők: Ilija Belošević (SRB), Steven Anderson (USA), Roberto Vázquez (PUR) |
| 2016. augusztus 21. 11:30 (16:30) | Dellavedova 8                            | Gólpassz  | Rodríguez 5   | Carioca Arena 1, Rio de Janeiro Nézőszám: 9449 Játékvezetők: Ilija Belošević (SRB), Steven Anderson (USA), Roberto Vázquez (PUR) |

#### Döntő
| 2016. augusztus 21. 15:45 (20:45) | Szerbia (SRB)                            | 66–96     | Egyesült Államok | Carioca Arena 1, Rio de Janeiro Játékvezetők: José Reyes (MEX), Borys Ryzhyk (UKR), Juan García (ESP) |
| 2016. augusztus 21. 15:45 (20:45) | (15–19, 14–33, 14–27, 23–17) Jegyzőkönyv |           |                  | Carioca Arena 1, Rio de Janeiro Játékvezetők: José Reyes (MEX), Borys Ryzhyk (UKR), Juan García (ESP) |
| 2016. augusztus 21. 15:45 (20:45) | Nedović 14                               | Pont      | Durant 30        | Carioca Arena 1, Rio de Janeiro Játékvezetők: José Reyes (MEX), Borys Ryzhyk (UKR), Juan García (ESP) |
| 2016. augusztus 21. 15:45 (20:45) | Jokić 4                                  | Lepattanó | Cousins 15       | Carioca Arena 1, Rio de Janeiro Játékvezetők: José Reyes (MEX), Borys Ryzhyk (UKR), Juan García (ESP) |
| 2016. augusztus 21. 15:45 (20:45) | három játékos 3                          | Gólpassz  | Lowry 5          | Carioca Arena 1, Rio de Janeiro Játékvezetők: José Reyes (MEX), Borys Ryzhyk (UKR), Juan García (ESP) |

| A 2016. évi nyári olimpiai játékok férfi kosárlabdatornájának olimpiai bajnoka |
| · EGYESÜLT ÁLLAMOK · 15. cím                                                   |
| ------------------------------------------------------------------------------ |

### Végeredmény
| Arany | Egyesült Államok (USA) |  |  |  |  |  |  |  |  |
| Ezüst | Szerbia (SRB)          |  |  |  |  |  |  |  |  |
| Bronz | Spanyolország (ESP)    |  |  |  |  |  |  |  |  |
| 4.    | Ausztrália (AUS)       |  |  |  |  |  |  |  |  |
|       |                        |  |  |  |  |  |  |  |  |
| 5.    | Horvátország (CRO)     |  |  |  |  |  |  |  |  |
| 6.    | Franciaország (FRA)    |  |  |  |  |  |  |  |  |
| 7.    | Litvánia (LTU)         |  |  |  |  |  |  |  |  |
| 8.    | Argentína (ARG)        |  |  |  |  |  |  |  |  |
|       |                        |  |  |  |  |  |  |  |  |
| 9.    | Brazília (BRA)         |  |  |  |  |  |  |  |  |
| 10.   | Venezuela (VEN)        |  |  |  |  |  |  |  |  |
| 11.   | Nigéria (NGR)          |  |  |  |  |  |  |  |  |
| 12.   | Kína (CHN)             |  |  |  |  |  |  |  |  |